# Francesco Corradini (Philologe)
Francesco Corradini (* 31. Januar 1820 in Thiene; † 1888 in Padua) war ein italienischer Altphilologe und römisch-katholischer Geistlicher.
Corradini besuchte das Seminar in Padua, wurde 1844 zum Priester geweiht und wirkte dreißig Jahre lang als Professor für Latein und Altgriechisch an der Universität Padua. Er betreute eine erweiterte Neuauflage von Egidio Forcellinis Lexicon totius latinitatis, die von Giuseppe Perin vollendet wurde (1898) und veröffentlichte 1874 eine kommentierte Ausgabe von Francesco Petrarcas Epos Africa.